# Копорка
Копорка (рус. Копорка; фин. Kaprionjoki) малена је река на северозападу европског дела Руске Федерације. Протиче преко западних делова Лењинградске области, односно преко њеног Ломоносовског рејона. Лева је притока реке Воронке у коју се улива свега 1 километар узводно од њеног ушћа у Копорски залив, и део басена Финског залива Балтичког мора.
Укупна дужина водотока је 21 km, док је површина сливног подручја око 64,3 km².